# Kaspi (distrikt)
Kaspi (georgiska: კასპის მუნიციპალიტეტი, Kaspis munitsipaliteti) är ett distrikt i Georgien. Det ligger i regionen Inre Kartlien, i den centrala delen av landet, 40 km nordväst om huvudstaden Tbilisi.